# Abendsonne (Motorrad)
Das Motorrad Abendsonne stammte vom Unternehmen Abendsonne Motorfahrzeugbau aus Darmstadt. Konstrukteur war Georg Weißbinder. Die Bauzeit war entweder von 1933 bis 1934 oder von 1934 bis 1935. Für den Antrieb sorgten zwei gekoppelte 98 cm³-Villiers-Zweitaktmotoren; damit betrug der Hubraum 196 cm³. Die Leistung der Motoren ist heute nicht mehr bekannt. Die Stückzahl blieb gering.